# Brito (futebolista)
Hércules Brito Ruas, mais conhecido como Brito (Rio de Janeiro, 9 de agosto de 1939), é um ex-futebolista brasileiro que atuava como zagueiro.

## Carreira

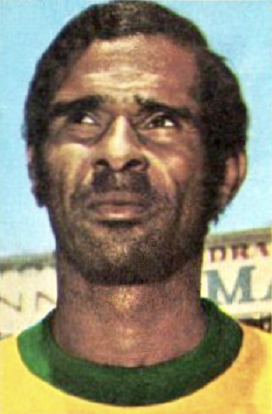
Cromo da Panini alusivo à Copa 70

### Clubes
Iniciou sua carreira no Vasco da Gama, seu time do coração. Depois de uma temporada emprestado ao Internacional, assumiu a posição de titular em 1960, com a responsabilidade de substituir Bellini, que havia sido bicampeão mundial com a Seleção Brasileira. No clube carioca ficou por 10 anos, tendo sido campeão do Torneio Rio-São Paulo em 1966.
Em 1969 foi negociado com o Flamengo. Convocado para Copa do México, foi titular em todos os jogos da conquista do tri-campeonato pelo Brasil.
De volta ao Flamengo, desentendeu-se com o técnico Yustrich e foi emprestado ao Cruzeiro.
Naquele ano de 1970 o Cruzeiro chegou às semifinais do Robertão, que era o campeonato nacional da época. Na campanha, Brito destacou-se e entrou na Seleção da primeira Bola de Prata da recém-criada revista Placar. Um  fato curioso ocorrido durante sua passagem pelo Cruzeiro foi justamente no jogo com o Flamengo: depois da vitória de virada por 3 a 1, sob forte chuva, no Mineirão, o jogador correu em direção ao banco adversário e atirou sua camisa em Yustrich, que tentou sair do túnel em seu encalço, mas foi contido por integrantes da comissão técnica e jogadores reservas.
Ao final do período de empréstimo, o atleta acabou se transferindo para o Botafogo.
Em 1971, em clássico entre Botafogo e Vasco, o Brito era zagueiro botafoguense e deu um soco no árbitro José Aldo Pereira, após a marcação de um pênalti contra o Botafogo. Pela agressão, levou um ano de suspensão.
Defendeu o Corinthians em 1974, e jogou ainda por Atlético Paranaense, Montreal Castors (Canadá), Deportivo Galicia (Venezuela) e River-PI.

### Seleção brasileira
Era a segurança da Seleção Brasileira. Foi convocado para a Copa de 1966.
Foi considerado o jogador com o melhor preparo físico da Copa do Mundo de 1970 pela OMS. Reza a lenda que durante a preparação para esta Copa, quebrou um aparelho da academia ao se exercitar. Pela Canarinha, fez 61 partidas (15 não oficiais), entre 1964 e 1972 e não marcou nenhum gol.

## Títulos
Vasco da Gama
- Torneio Internacional de Paris: 1957
- Torneio Rio-São Paulo: 1966
- Torneio Pentagonal do México: 1963
- Taça Guanabara: 1965
- Torneio Internacional do Quarto Centenário do Rio de Janeiro: 1965
- Torneio Internacional de Santiago: 1963
- Taça Cidade de Belém: 1964
- Troféu Cinquentenário da Federação Pernambucana: 1965
- Taça Estadual Rivadavia Corrêa Meyer: 1967

Cruzeiro
- Troféu Internacional de Caracas: 1970

Botafogo
- Taça Independência do Brasil: 1971
- Troféu Embaixador Negrão de Lima: 1971
- Taça Chagas Freitas: 1971
- Troféu General Ernesto Geisel: 1973

Seleção Brasileira
- Copa do Mundo:1970
- Copa Roca: 1971
- Taça Independência: 1972

### Prêmios Individuais
- Bola de Prata (Placar): 1970
- Na Seleção do Campeonato Brasileiro de 1970.
- Eleito o atleta com o melhor preparo físico da Copa do Mundo FIFA de 1970.